# Naomi Lareine
Naomi Bruderer (Zúrich, 17 de enero de 1994), conocida profesionalmente como Naomi Lareine, es una cantautora de rhythm and blues y exfutbolista suiza que representó a Suiza a nivel internacional.

## Trayectoria
Mestiza, creció entre Wallisellen, Dübendorf y Berna en un ambiente multicultural. Su madre, originaria de Senegal y Mauritania, creció en Francia tras ser adoptada. Su padre, Martin Bruderer, ha sido jugador de hockey sobre hielo profesional. Es abiertamente lesbiana.
Empezó a tocar el piano en la escuela primaria y más tarde empezó a estudiar canto. Jugó al hockey sobre hielo y al fútbol desde los 12 años y hasta poco antes de cumplir los 19. Fue defensa del Grasshopper Club Zúrich, jugó la fase de clasificación para el Campeonato de Europa de 2011 y formó parte de la selección nacional femenina sub-19 de Suiza.
Debutó en la música en 2020 con su primera canción Sweet Latina. Fue descubierta musicalmente por la rapera Noizy y colaboró también con Stress. Ha actuado en festivales como el Festival de Jazz de Montreux, el Festival Eren de Saint-Prex o el Festival Gurten. Su nombre artístico, «Lareine», deriva de la palabra francesa que significa «reina» y simboliza la fuerza, el orgullo y el liderazgo.
En 2024, presentó el EP, «Where Were You?», editado por Columbia Records.

## Reconocimientos
En 2019 estuvo nominada como «Mejor Talento» en los Swiss Music Awards. Ese mismo año, Swiss Radio la eligió como "Mejor Talento SRF 3" por su EP debut, "Unchained".